# Kocsis János (pártmunkás)
Kocsis János (Reformátuskovácsháza, 1899. február 28. – Moszkva, 1938) földmunkás, kommunista pártmunkás. A sztálini törvénysértések áldozata lett.

## Gyermek- és ifjúkora
Kocsis János szegény, paraszti családból származott. Reformátuskovácsházán született, 1899. február 28-án. A hat elemi osztály elvégzése után szülei kanásznak, majd béresnek adták. Már fiatal korában tudatos kommunista forradalmár lett. Életcéljának a magyar nép, a kizsákmányolt szegény parasztok és munkások felszabadítását tekintette. 18 éves korában hívták be katonának, és az 1918–1919-es polgári és proletárforradalmak híre a fronton érte. Életcéljának megfelelően, szinte természetes módon vezetett útja a Vörös Hadseregbe, a kommunisták közé, majd az északi frontra került, Salgótarjánba. Nem sokkal később súlyosan megsebesült, jobb lábát már nem lehetett megmenteni. Ezek után a román királyi hadsereg fogságába esett, ahonnan 1920 márciusában szabadult, majd egy évvel később Magyarbánhegyesre került. Itt cselédnek állt. Alig egy év múlva már Budapesten élt, ahol segédmunkásként dolgozott.

## Kommunistaként
Kocsis a fizetéséből nem tudott megélni, ezért kénytelen volt Bécsbe emigrálni. Itt került kapcsolatba a Kommunisták Magyarországi Pártja külföldi (ausztriai) bizottságával és ismerte meg a párt vezetőit. Ezek után párttanfolyamokra járt, ahol megismerkedett a marxizmus-leninizmussal. A KMP Központi Bizottsága 1925 júniusában hazairányította pártmunkára. Itthon felvette a kapcsolatot az MSZMP vezetőivel és 1926 márciusában a budapesti XIV. választókerület titkárává választották. A KMP vezetői kiváló mozgalmi tevékenysége alapján – amikor a hazai pártvezetés újjászervezése volt soron –1926-ban bevonták őt a Titkárság munkájába, s tagja volt letartóztatásáig. Ebben az évben rendőri felügyelet alá került, de ez azonban nem akadályozta őt abban, hogy a novemberi nemzetgyűlési választások előkészítésébe ne vesse bele magát teljes erejével. A rendőrség a választási kampánya során elfogta őt több társával együtt. Hamarosan viszont kénytelenek voltak szabadon engedni, egészségét a fogvatartás körülményei erősen megviselték. Miután felépült, a KMP magyarországi pénzügyi ügyintézője lett. A párt központi bizottsága az ausztriai Hütteldorfba küldte a párt titkárképző tanfolyamára.

### Letartóztatása
1927. február 26-án a KMP, illetve az Magyarországi Szocialista Munkáspárt több mint száz vezetőjével együtt vették őrizetbe. A vallatása során a rendőrök súlyosan bántalmazták, nem voltak tekintettel rokkantságára. Az igazságügyi szervezetek Szántó Zoltánnal az élen összesen harmincegy főt – mindannyian kommunisták – bíróság elé állították, közöttük Kocsis János is a statáriális bíróság elé került. Április 12-én vette kezdetét a tárgyalás. Lázadás előkészítésére irányuló bűntett volt a vád ellenük. Miután a vádlottak vádlókká váltak a tárgyaláson, az illetékes szerveknek muszáj volt az ügyet egy rendes bíróság elé utalni.

#### Tárgyalása
A tárgyalás október 17-től november 9-ig tartott. November 7-én a kommunista vádlottak – az utolsó szó jogán – felállva tüntettek a tízéves fennállását ünneplő Szovjetunió mellett, ahol kommunista jelszavakat skandáltak. A tüntető vádlottakat több napig tartó sötétzárkával büntették. Kocsis János szerint a Horthy-féle földreformnak köszönhetően az urak ismételten kijátszották a szegényparaszti réteget. Erre a szót megvonták tőle, azonban továbbra is kommunista jelszavakkal dicsőítette saját ideológiáját. Büntetése újabb háromnapi sötétzárka volt. Habár Kocsis tiltakozott, a fegyőrök valósággal kivonszolták a tárgyalóteremből, majd a bíróság végül kétévi fogházbüntetésre ítélte. 1929-ben véget ért a keserves börtönélete. Miután kiszabadult, röplapokat és illegális sajtótermékeket kezdett terjeszteni, azonban néhány hónap után ismét lebukott.

### Szabadulása után
Miután 1930 elején ismét kiszabadult, megromlott egészségi állapota, ezért a KMP vezetősége kijuttatta a Szovjetunióba. Itt gyógykezelték. Moszkvában bekapcsolódott a kommunista emigráció mozgalmi életébe. Itt a moszkvai magyar klub vezetőségi tagja, valamint a Sarló és Kalapács szerkesztője lett. Utóbbi lapnál cikksorozatot publikált az általa és az akkori szovjet politikai elit által fasisztának ítélt magyarországi rendszerről. Életét az 1930-as évek második felében fejezte be a sztálini tisztogatások áldozataként. Halálának pontos dátuma ismeretlen: egyes források 1938-at, míg más források 1944-et említenek.